# Jonas Karlsson

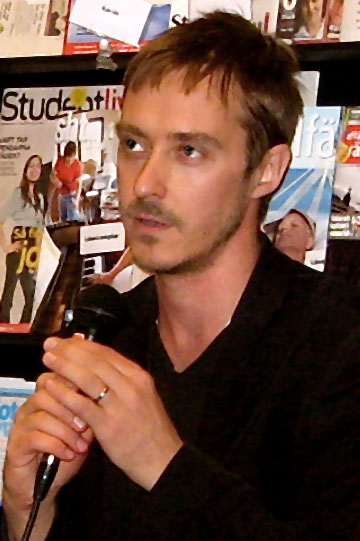
Jonas Karlsson op de Gothenburg Book Fair 2009

Jonas Karlsson (Södertälje, 11 maart 1971) is een Zweeds acteur en schrijver.
Hij is geboren in Södertälje. Hij won een Guldbagge Award voor Beste Acteur in 2004 voor de film Details. Zijn eerste boek, een verzameling van verschillende korte verhalen, werd gepubliceerd in 2007.

## Filmografie
Karlsson speelde ook reeds mee in diverse films en televisieseries:
- STHLM Requiem (2018)
- Black Mirror (2016)
- Cockpit (2012)
- Offside (2006)
- Bang Bang Orangutang (2005)
- Storm (2005)
- Strings (2004)
- Details (2003)
- Making Babies (2001)
- Tsatsiki – vänner för alltid (2001)
- Once in a Lifetime (2000)
- Tsatsiki, morsan och polisen (1999)
- Sökarna (1993)
- Rasmus på luffen (1981)